# Konstancja Dernałowicz
Konstancja z Grabowskich Dernałowiczowa (ur. w sierpniu 1762 na Litwie, zm. 16 marca 1842 w Warszawie) – szambelanowa, córka generała lejtnanta wojsk koronnych Jana Jerzego Grabowskiego.

## Życiorys
Pochodziła z pierwszego małżeństwa Jana Jerzego Grabowskiego z wyznawczynią kalwinizmu Joanną Gruszczyńską. Niekiedy bywa błędnie uważana za nieślubną córkę drugiej żony Grabowskiego, Elżbiety Grabowskiej z królem polskim Stanisławem Augustem Poniatowskim. 13 września 1787 w Pieniuże wyszła za mąż za szambelana królewskiego Wincentego Doria-Dernałowicza. W 1794 urodziła syna Tadeusza Rajmunda, dziedzica dóbr Repki. Miała też nieślubna córkę Karolinę Sieheń z francuskim guwernerem, urodzoną w 1805. Karolina była żoną Aleksandra Poradowskiego, a później jego brata Karola. Konstancja z Grabowskich Dernałowiczowa zmarła 16 marca 1842 w wieku 79 lat i została pochowana na cmentarzu ewangelicko-reformowanym w Warszawie.